# Archa úmluvy

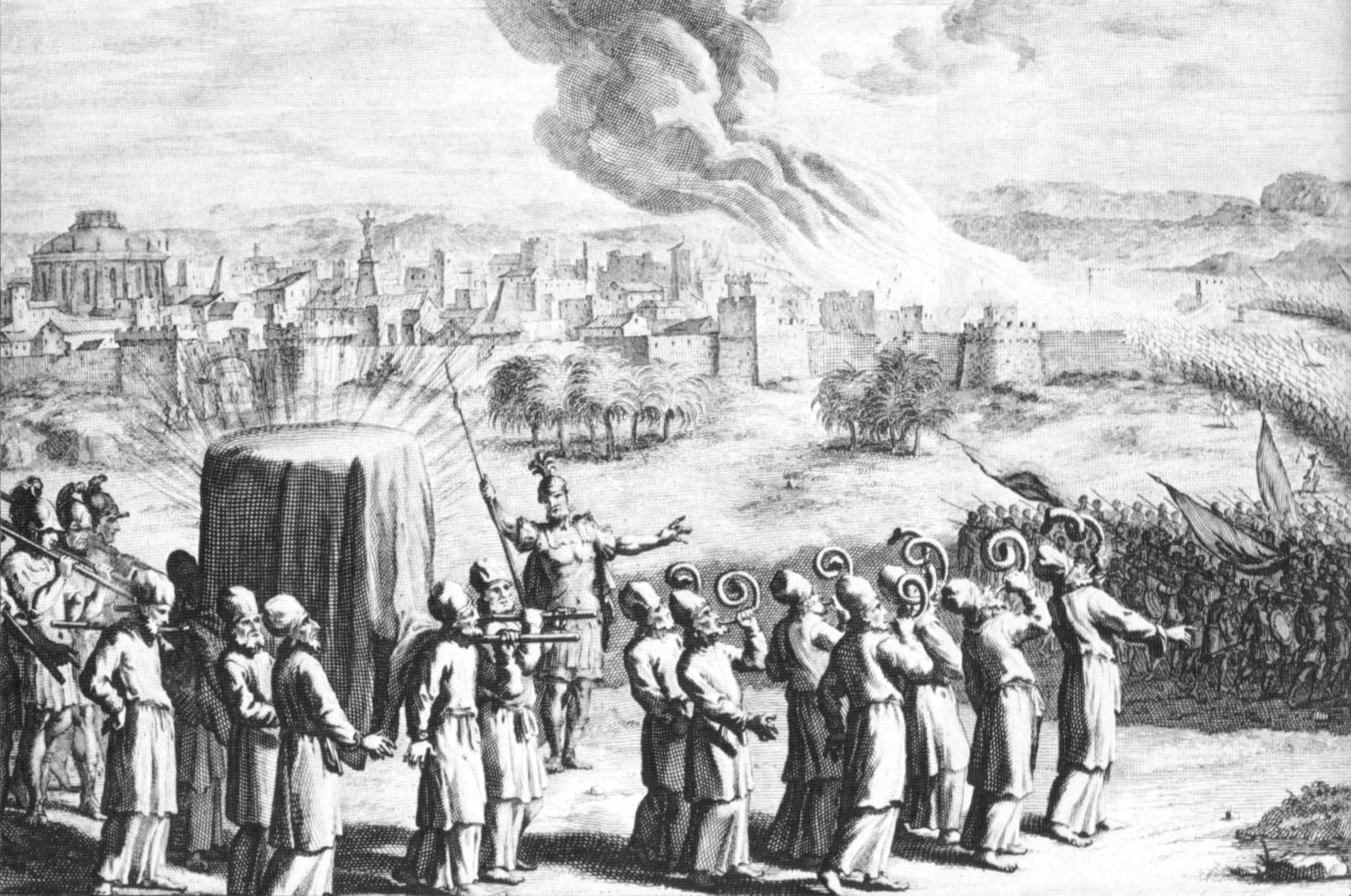
Kněží obcházejí se schránou úmluvy Jericho, mědiryt 18. století

Archa úmluvy (také Schrána smlouvy či Schrána svědectví) byla, podle biblických událostí, truhla obsahující nejcennější židovské náboženské předměty: Desky zákona obsahující desatero, Áronovu hůl a manu. Její popis je součástí 25. kapitoly knihy Exodus. Schrána úmluvy byla Izraelci brána do bitev v průběhu dobývání země zaslíbené, například při obléhání Jericha, i později, při hájení Izraele před nepřáteli. Byla uchovávána v Jeruzalémském chrámě (před tím ve stánku úmluvy) a ztratila se po zničení chrámu v roce 586 př. n. l. V jednom deuterokanonickém spisu, Druhé knize Makabejské, je zmínka o tom, že před zničením Chrámu byla archa úmluvy ukryta skupinou mužů vedenou prorokem Jeremjášem v jakési jeskyni, která se nachází u hory, „na niž vystoupil Mojžíš, aby spatřil dědictví od Boha“. Podle jiné židovské tradice byla archa ještě před zničením chrámu ukryta a zazděna v labyrintu pod Chrámovou horou, kde je dodnes.
Etiopské legendy pro změnu vyprávějí o jejím přenesení Menelikem do Aksumu, hlavního města Etiopie. Menelik byl jako následník trůnu v Jeruzalémě po Šalamounovi před archou úmluvy korunován za krále Simenu a Sáby. Nejdříve byla archa uložena v Aksumu a poté byla údajně více než 800 let uchovávána na ostrově Tana Kerkos na jezeře Tana, kde se ještě dnes nacházejí prastaré židovské obětní kameny.
Když Etiopie ve 4. století za krále Ezana přijala křesťanství, byla archa úmluvy přenesena zpět do Aksumu, kde pro ni byl postaven chrám „Marie ze Sionu“. Archa úmluvy se stala jedním ze základních pilířů etiopské křesťanské církve.
Před zničením chrámu v 16. století muslimy byla archa úmluvy údajně přenesena do bezpečí na jeden z ostrovů na jezeře Tana. V 17. století byl za císaře Fasilida postaven v Aksúmu pro archu nový chrám.
V roce 1965 nechal císař Haile Selassie vybudovat pro archu úmluvy vedle obnoveného kostela „Marie ze Sionu“ zvláštní kapli, která jí skýtá větší bezpečí. Když však dnes obyvatelé Etiopie mluví o arše úmluvy, míní tím jedinou kamennou desku Zákona s pěti přikázáními na každé straně, umístěnou ve schránce, zhotovené později; původní pozlacená schránka již zřejmě neexistuje. Aby nedošlo k nedorozumění, nehovoří se dnes v Etiopii o arše úmluvy, ale o „Mojžíšově desce Zákona“.
Ve středověku a novověku figuruje archa úmluvy (podobně jako tzv. Svatý grál) v nauce nejrůznějších tajných společností, například Svobodných zednářů. Hledání ztracené archy úmluvy se pak objevuje i v dobrodružné literatuře, filmu a počítačových hrách, například ve filmu Indiana Jones a dobyvatelé ztracené archy.